# Nissan Bluebird Sylphy
Pour les articles homonymes, voir Bluebird.
La Nissan Bluebird Sylphy est une automobile du constructeur automobile japonais Nissan vendue depuis 2000.

## Première génération
La Nissan Bluebird Sylphy I a été vendue entre 2000 et 2005. Elle devenait Samsung SM3 en Corée du Sud.

## Seconde génération
La Nissan Bluebird Sylphy II est vendue depuis décembre 2005. Elle réalise une carrière discrète au Japon, l'essentiel de sa diffusion étant effectuée en Chine.
Cette deuxième génération de Sylphy a été remplacée fin 2012 par la Bluebird Sylphy au Japon mais poursuit sa carrière en Thaïlande.